# جيم بوير
جيم بوير (بالإنجليزية: Jim Boyer)‏ هو لاعب كرة قاعدة أمريكي، ولد في 21 أبريل 1909 في تمبلفيل في الولايات المتحدة، وتوفي في 25 يوليو 1959 في Finksburg, Maryland ‏ في الولايات المتحدة.